# Stadsprijs Geraardsbergen 2002
De 71e editie van de Belgische wielerwedstrijd Stadsprijs Geraardsbergen werd verreden op 28 augustus 2002. De start en finish vonden plaats in Geraardsbergen. De winnaar was Erwin Thijs, gevolgd door Serge Baguet en Peter Wuyts.

## Uitslag
| Stadsprijs Geraardsbergen 2002 |              |                   |        |
| Plaats                         | Naam         | Ploeg             | Tijd   |
| Winnaar                        | Erwin Thijs  | Palmans-Collstrop | 3u 21' |
| 2                              | Serge Baguet | Lotto-Adecco      | +13"   |
| 3                              | Peter Wuyts  | Palmans-Collstrop | z.t.   |

1912 · 1913 · 1914–1926 · 1927 · 1928–1932 · 1933 · 1934 · 1935 · 1936 · 1937 · 1938 · 1939 · 1940 · 1941 · 1942 · 1943 · 1944 · 1945 · 1946 · 1947 · 1948 · 1949 · 1950 · 1951 · 1952 · 1953 · 1954 · 1955 · 1956 · 1957 · 1958 · 1959 · 1960 · 1961 · 1962 · 1963 · 1964 · 1965 · 1966 · 1967 · 1968 · 1969 · 1970 · 1971 · 1972 · 1973 · 1974 · 1975 · 1976 · 1977 · 1978 · 1979 · 1980 · 1981 · 1982 · 1983 · 1984 · 1985 · 1986 · 1987 · 1988 · 1989 · 1990 · 1991 · 1992 · 1993 · 1994 · 1995 · 1996 · 1997 · 1998 · 1999 · 2000 · 2001 · 2002 · 2003 · 2004 · 2005 · 2006 · 2007 · 2008 · 2009 · 2010 · 2011 · 2012 · 2013 · 2014 · 2015 · 2016 · 2017 · 2018 · 2019 · 2020 · 2021 · 2022